# HAL研究所
HAL研究所（HAL Laboratory, Inc.）是1980年2月21日建立的日本电子游戏开发商，总部位于东京千代田。HAL得名自“每个字母都领先于IBM一步”。公司知名作品有星之卡比系列、地球冒险系列和任天堂明星大乱斗系列等。

## 历史
HAL研究所是1980年2月21日由岩崎技研工業公司出資成立，公司成立初期只有創辦人池田光博1名員工和包括岩田聰在內的6名大學生兼職，在東京都千代田區神田和泉町的公寓裹作為開發工作室，以为家用电脑MSX和康懋達VIC-20制作游戏起家。
自1983年起HAL研究所開始與任天堂合作，參與開發任天堂各平台遊戲。雖然HAL研究所與任天堂有密切關係，甚至於公司破產邊緣任天堂投入資金重建，但它本質上並不是任天堂的子公司。
1991年4月，位於山梨縣甲斐市龍王新町的「HAL研究所 山梨開發中心」落成啟用。公司从1991年至1998年間的许多游戏都使用HALKEN（截取自公司日本名发音HAL KENkyūjo）以及HAL研究所名义。一些從1988年至1993年間的作品还使用HAL美国——由寺倉康晴（Yash Terakura）领导的北美子公司——名义。
1998年12月，公司開始使用「狗與蛋」標誌並維持至今，首次使用該標誌的遊戲作品為1999年1月發行的《任天堂明星大亂鬥》首作。
2000年8月，HAL研究所與任天堂合資成立子公司「Warpstar」，雙方各持一半股權，該公司成立目的主要是為了製作和管理《星之卡比》動畫版。在2003年動畫結束后，該公司仍然存在，現時主要負責管理星之卡比系列等HAL研究所作品的版權，以及在電子遊戲以外的商品和其他跨媒體製作中與旗下角色進行授權許可和監察。
2020年1月，任天堂宣布为了提高位于东京的各个工作室之间协同开发游戏的效率，任天堂将包括HAL研究所、1-UP工作室、GAME FREAK和任天堂企划制作本部第八組（东京分部）在内的4家工作室统一搬迁至位于東京都千代田区神田錦町的神田Square大楼内。